# ربیعه، عراق
ربیعه (به عربی: ربیعة) یک شهر در شمال غرب عراق است که در استان نینوا واقع شده‌است.
ربیعه در نزدیکی پایانه مرزی بین دو کشور سوریه و عراق که به سمت شهرک یعربیه در سوریه می‌رود، قرار دارد.